# All-Star Game de la NBA 1998
El 48.º All-Star Game de la NBA de la historia se disputó el día 8 de febrero de 1998 en el Madison Square Garden de Nueva York, ante 19.763 espectadores. El equipo de la Conferencia Este estuvo dirigido por Larry Bird, entrenador de Indiana Pacers y el de la Conferencia Oeste por George Karl, de Seattle Supersonics. La victoria correspondió al equipo del Este por 135-114. Fue elegido MVP del All-Star Game de la NBA el escolta de los Chicago Bulls Michael Jordan, que recibía el galardón por tercera vez en su carrera, tras los de las ediciones de 1988 y 1996. Consiguió 23 puntos, 6 rebotes y 8 asistencias. Su actuación oscureció en cierta manera el debut de Kobe Bryant en un All-Star, que fue el máximo anotador del Oeste con 18 puntos, y que además capturó 6 rebotes. Otros 6 jugadores del Este anotaron 10 o más puntos, destacando los 16 de Glen Rice, MVP del año anterior.
Se disputaron también el sábado anterior el Concurso de triples y el Rookie Game, dejándose de celebrar por primera vez desde su instauración el Concurso de mates. En el primero resultó ganador el base de los Jazz Jeff Hornacek, que ganó en la final a Hubert Davis por un amplio 16-10. En el partido de los novatos, en su quinta edición, se enfrentaron el Este y el Oeste, correspondiendo la victoria a los primeros por 85-80. Fue elegido MVP Žydrūnas Ilgauskas, de los Cleveland Cavaliers.

## Estadísticas

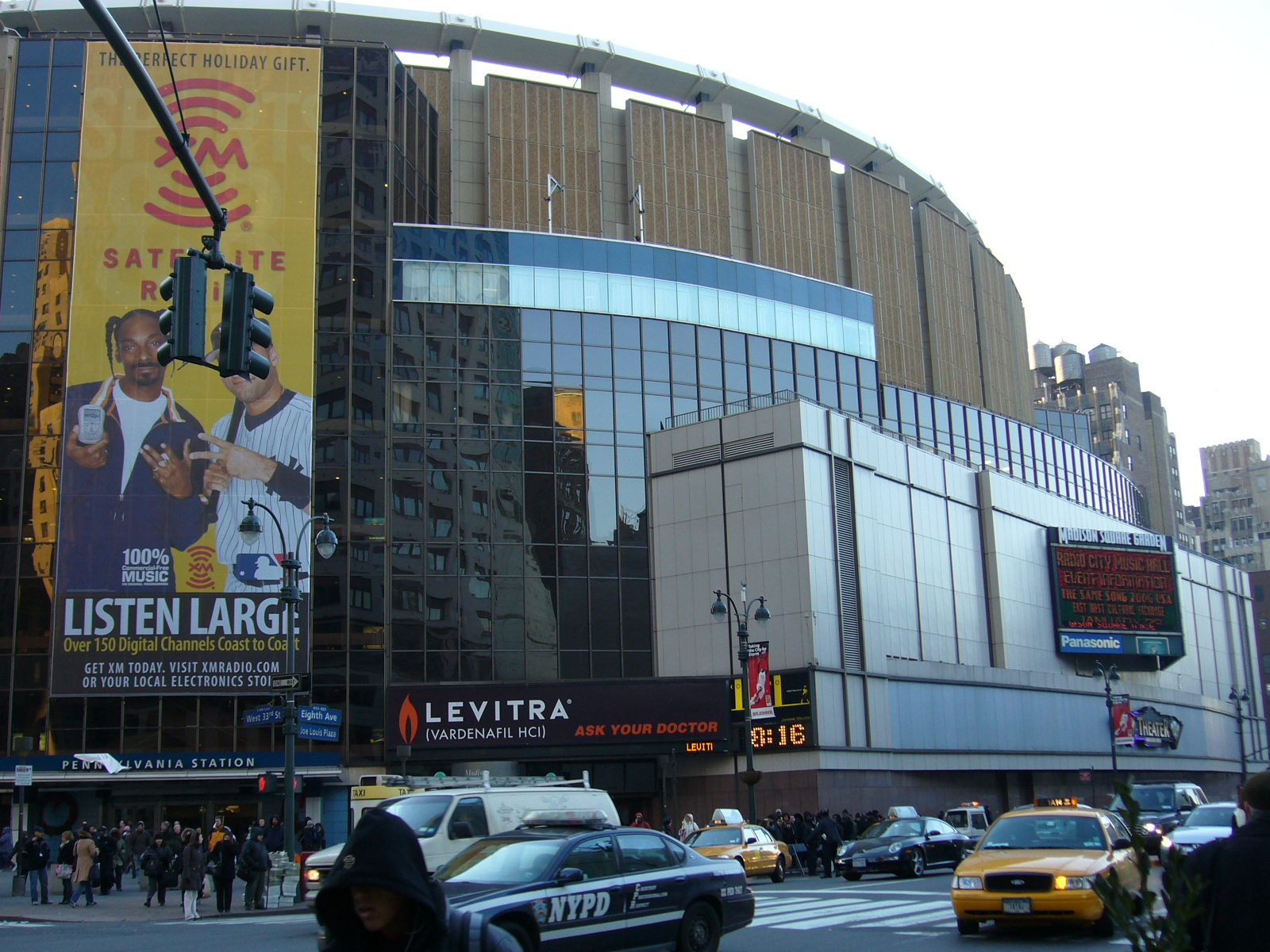
Exterior del Madison Square Garden, sede del All-Star de 1998.

### Conferencia Oeste
| CONFERENCIA OESTE |             |     |        |      |       |     |      |    |      |    |     |     |     |     |
| Jugador           | Equipo      | MIN | TC     | 3P   | TL    | ROf | RDef | RT | ASIS | FP | ROB | PER | TAP | PTS |
| Karl Malone       | Utah        | 17  | 2-4    | 0-0  | 0-0   | 0   | 3    | 3  | 2    | 1  | 2   | 0   | 0   | 4   |
| Kevin Garnett     | Minnesota   | 21  | 6-11   | 0-1  | 0-0   | 1   | 3    | 4  | 2    | 0  | 2   | 3   | 1   | 12  |
| Shaquille O'Neal  | LA Lakers   | 18  | 5-10   | 0-0  | 2-4   | 2   | 2    | 4  | 1    | 2  | 0   | 2   | 0   | 12  |
| Kobe Bryant       | LA Lakers   | 22  | 7-16   | 2-3  | 2-2   | 2   | 4    | 6  | 1    | 1  | 2   | 1   | 0   | 18  |
| Gary Payton       | Seattle     | 24  | 3-7    | 1-3  | 0-0   | 2   | 1    | 3  | 13   | 0  | 2   | 4   | 0   | 7   |
| Vin Baker         | Seattle     | 21  | 3-12   | 0-0  | 2-2   | 6   | 2    | 8  | 0    | 1  | 1   | 0   | 0   | 8   |
| Eddie Jones       | LA Lakers   | 25  | 7-19   | 0-7  | 1-2   | 7   | 4    | 11 | 1    | 1  | 2   | 0   | 0   | 15  |
| David Robinson    | San Antonio | 22  | 3-4    | 0-0  | 9-10  | 2   | 4    | 6  | 0    | 1  | 2   | 2   | 2   | 15  |
| Mitch Richmond    | Sacramento  | 17  | 4-11   | 0-2  | 0-0   | 0   | 1    | 1  | 2    | 0  | 0   | 0   | 0   | 8   |
| Jason Kidd        | Phoenix     | 19  | 0-1    | 0-0  | 0-0   | 0   | 1    | 1  | 9    | 2  | 0   | 2   | 0   | 0   |
| Tim Duncan        | San Antonio | 14  | 1-4    | 0-1  | 0-0   | 1   | 10   | 11 | 1    | 0  | 0   | 2   | 0   | 2   |
| Nick Van Exel     | LA Lakers   | 20  | 5-14   | 1-6  | 2-2   | 1   | 2    | 3  | 2    | 0  | 0   | 2   | 0   | 13  |
| Totales           |             | 240 | 46-113 | 4-23 | 18-22 | 24  | 37   | 61 | 34   | 9  | 13  | 18  | 3   | 114 |

MIN: Minutos. TC: Tiros de campo. 3P: Tiros de 3 puntos.TL: Tiros libres. ROf: Rebotes ofensivos. RDef: Rebotes defensivos RT: Rebotes totales. ASIS: Asistencias. FP: Faltas personales. ROB: Robos de balón. PER: Pérdidas. TAP: Tapones. PTS: Puntos

### Conferencia Este
| CONFERENCIA ESTE  |            |     |        |       |       |     |      |    |      |    |     |     |     |     |
| Jugador           | Equipo     | MIN | TC     | 3P    | TL    | ROf | RDef | RT | ASIS | FP | ROB | PER | TAP | PTS |
| Shawn Kemp        | Cleveland  | 25  | 5-10   | 0-1   | 2-2   | 2   | 9    | 11 | 2    | 2  | 4   | 4   | 0   | 12  |
| Grant Hill        | Detroit    | 28  | 7-11   | 1-1   | 0-0   | 0   | 3    | 3  | 5    | 1  | 1   | 0   | 0   | 15  |
| Dikembe Mutombo   | Atlanta    | 19  | 4-5    | 0-0   | 1-2   | 1   | 6    | 7  | 0    | 3  | 0   | 0   | 1   | 9   |
| Michael Jordan    | Chicago    | 32  | 10-18  | 1-1   | 2-3   | 1   | 5    | 6  | 8    | 0  | 3   | 2   | 0   | 23  |
| Anfernee Hardaway | Orlando    | 12  | 3-5    | 0-1   | 0-0   | 0   | 0    | 0  | 3    | 0  | 0   | 1   | 0   | 6   |
| Tim Hardaway      | Miami      | 17  | 3-8    | 2-5   | 0-0   | 0   | 1    | 1  | 6    | 0  | 0   | 6   | 0   | 8   |
| Jayson Williams   | New Jersey | 19  | 2-3    | 0-0   | 0-0   | 3   | 7    | 10 | 1    | 2  | 0   | 0   | 0   | 4   |
| Rik Smits         | Indiana    | 21  | 3-7    | 0-0   | 4-4   | 2   | 5    | 7  | 4    | 3  | 0   | 0   | 2   | 10  |
| Reggie Miller     | Indiana    | 20  | 6-8    | 1-2   | 1-2   | 0   | 0    | 0  | 0    | 2  | 1   | 0   | 0   | 14  |
| Glen Rice         | Charlotte  | 16  | 6-14   | 4-6   | 0-0   | 1   | 0    | 1  | 0    | 0  | 0   | 1   | 0   | 16  |
| Steve Smith       | Atlanta    | 16  | 6-12   | 2-5   | 0-0   | 2   | 1    | 3  | 0    | 0  | 0   | 0   | 0   | 14  |
| Antoine Walker    | Boston     | 15  | 2-8    | 0-3   | 0-0   | 1   | 2    | 3  | 3    | 0  | 1   | 1   | 0   | 4   |
| Totales           |            | 240 | 57-109 | 11-25 | 10-13 | 13  | 39   | 52 | 32   | 13 | 10  | 15  | 3   | 135 |

MIN: Minutos. TC: Tiros de campo. 3P: Tiros de 3 puntos.TL: Tiros libres. ROf: Rebotes ofensivos. RDef: Rebotes defensivos RT: Rebotes totales. ASIS: Asistencias. FP: Faltas personales. ROB: Robos de balón. PER: Pérdidas. TAP: Tapones. PTS: Puntos

## Sábado

### Concurso de Triples
- Jeff Hornacek (Utah Jazz)
- Charlie Ward (New York Knicks)
- Hubert Davis (Dallas Mavericks)
- Sam Mack (Vancouver Grizzlies)
- Dale Ellis (Denver Nuggets)
- Glen Rice (Miami Heat)
- Reggie Miller (Indiana Pacers)
- Tracy Murray (Washington Wizards)
  - VENCEDOR: Jeff Hornacek

### Rookie Game
| CONFERENCIA OESTE |             |     |       |     |      |     |      |    |      |    |     |     |     |     |
| Jugador           | Equipo      | MIN | TC    | 3P  | TL   | ROf | RDef | RT | ASIS | FP | ROB | PER | TAP | PTS |
| Rodrick Rhodes    | Houston     | 25  | 2-8   | 0-1 | 0-0  | 0   | 2    | 2  | 8    | 1  | 5   | 3   | 0   | 4   |
| Maurice Taylor    | LA Clippers | 24  | 6-14  | 0-0 | 0-0  | 1   | 5    | 6  | 1    | 0  | 0   | 1   | 0   | 12  |
| Michael Stewart   | Sacramento  | 19  | 6-9   | 0-0 | 1-1  | 3   | 3    | 6  | 1    | 2  | 0   | 0   | 0   | 13  |
| Bobby Jackson     | Denver      | 24  | 7-14  | 0-3 | 1-1  | 0   | 2    | 2  | 7    | 4  | 4   | 1   | 0   | 15  |
| Antonio Daniels   | Vancouver   | 25  | 7-11  | 0-0 | 0-0  | 1   | 3    | 4  | 0    | 1  | 1   | 1   | 0   | 14  |
| Kelvin Cato       | Portland    | 11  | 3-7   | 0-1 | 3-4  | 2   | 1    | 3  | 1    | 2  | 0   | 1   | 1   | 9   |
| Danny Fortson     | Denver      | 11  | 4-7   | 0-0 | 1-4  | 5   | 1    | 6  | 1    | 0  | 0   | 0   | 1   | 9   |
| Alvin Williams    | Portland    | 11  | 1-3   | 1-1 | 1-2  | 0   | 0    | 0  | 0    | 1  | 2   | 1   | 0   | 4   |
| Totales           |             | 150 | 36-73 | 1-6 | 7-12 | 12  | 17   | 29 | 19   | 11 | 12  | 8   | 2   | 80  |

MIN: Minutos. TC: Tiros de campo. 3P: Tiros de 3 puntos.TL: Tiros libres. ROf: Rebotes ofensivos. RDef: Rebotes defensivos RT: Rebotes totales. ASIS: Asistencias. FP: Faltas personales. ROB: Robos de balón. PER: Pérdidas. TAP: Tapones. PTS: Puntos
| CONFERENCIA ESTE   |              |     |       |      |       |     |      |    |      |    |     |     |     |     |
| Jugador            | Equipo       | MIN | TC    | 3P   | TL    | ROf | RDef | RT | ASIS | FP | ROB | PER | TAP | PTS |
| Tim Thomas         | Philadelphia | 19  | 3-6   | 0-3  | 3-3   | 2   | 3    | 5  | 0    | 3  | 0   | 1   | 0   | 9   |
| Keith Van Horn     | New Jersey   | 25  | 6-12  | 0-1  | 5-6   | 3   | 7    | 10 | 0    | 0  | 1   | 3   | 0   | 17  |
| Žydrūnas Ilgauskas | Cleveland    | 24  | 8-10  | 0-0  | 2-2   | 3   | 4    | 7  | 2    | 3  | 0   | 1   | 2   | 18  |
| Brevin Knight      | Cleveland    | 17  | 0-1   | 0-0  | 1-2   | 0   | 3    | 3  | 8    | 1  | 0   | 3   | 0   | 1   |
| Ron Mercer         | Boston       | 22  | 4-10  | 0-0  | 0-0   | 2   | 2    | 4  | 2    | 1  | 0   | 3   | 0   | 8   |
| Chauncey Billups   | Boston       | 16  | 3-7   | 2-4  | 1-5   | 3   | 2    | 5  | 7    | 0  | 2   | 2   | 0   | 9   |
| Cedric Henderson   | Cleveland    | 17  | 7-13  | 0-0  | 0-0   | 1   | 1    | 2  | 2    | 1  | 0   | 1   | 1   | 14  |
| Tracy McGrady      | Toronto      | 10  | 4-7   | 1-2  | 0-0   | 1   | 1    | 2  | 1    | 0  | 0   | 0   | 0   | 9   |
| Totales            |              | 150 | 35-66 | 3-10 | 12-18 | 15  | 23   | 38 | 22   | 9  | 3   | 14  | 3   | 85  |